# Taguí
Taguí är en ort i Mexiko.   Den ligger i kommunen Huichapan och delstaten Hidalgo, i den sydöstra delen av landet, 120 km norr om huvudstaden Mexico City. Taguí ligger 1 951 meter över havet och antalet invånare är 517.
Terrängen runt Taguí är kuperad åt nordost, men åt sydväst är den platt. Runt Taguí är det ganska glesbefolkat, med 48 invånare per kvadratkilometer. Närmaste större samhälle är Huichapan, 7,8 km söder om Taguí. I omgivningarna runt Taguí växer huvudsakligen savannskog.